# Mitra multiplicata
Mitra multiplicata is een slakkensoort uit de familie van de Mitridae. De wetenschappelijke naam van de soort is voor het eerst geldig gepubliceerd in 1865 door Pease.